# Lotus Evora

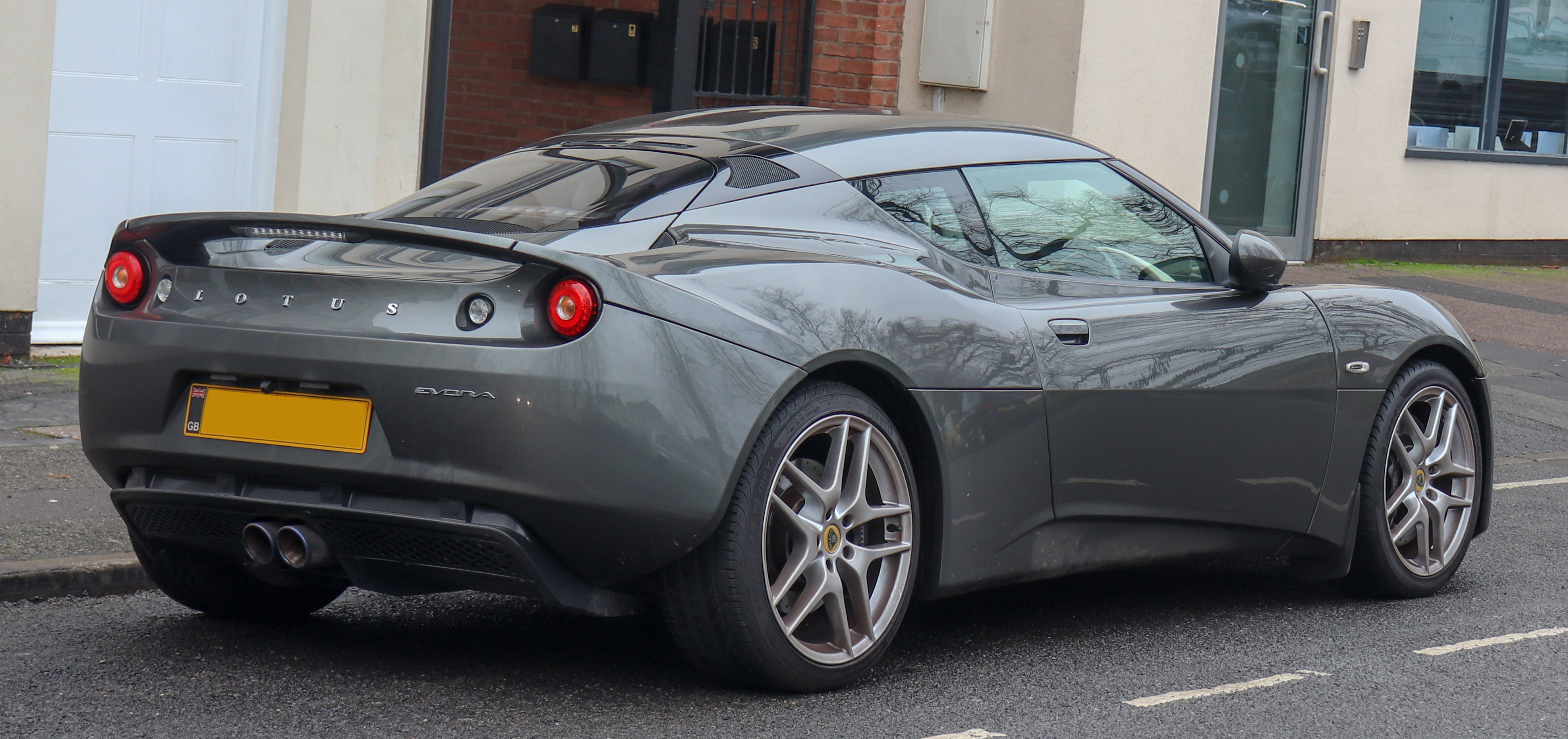
Lotus Evora

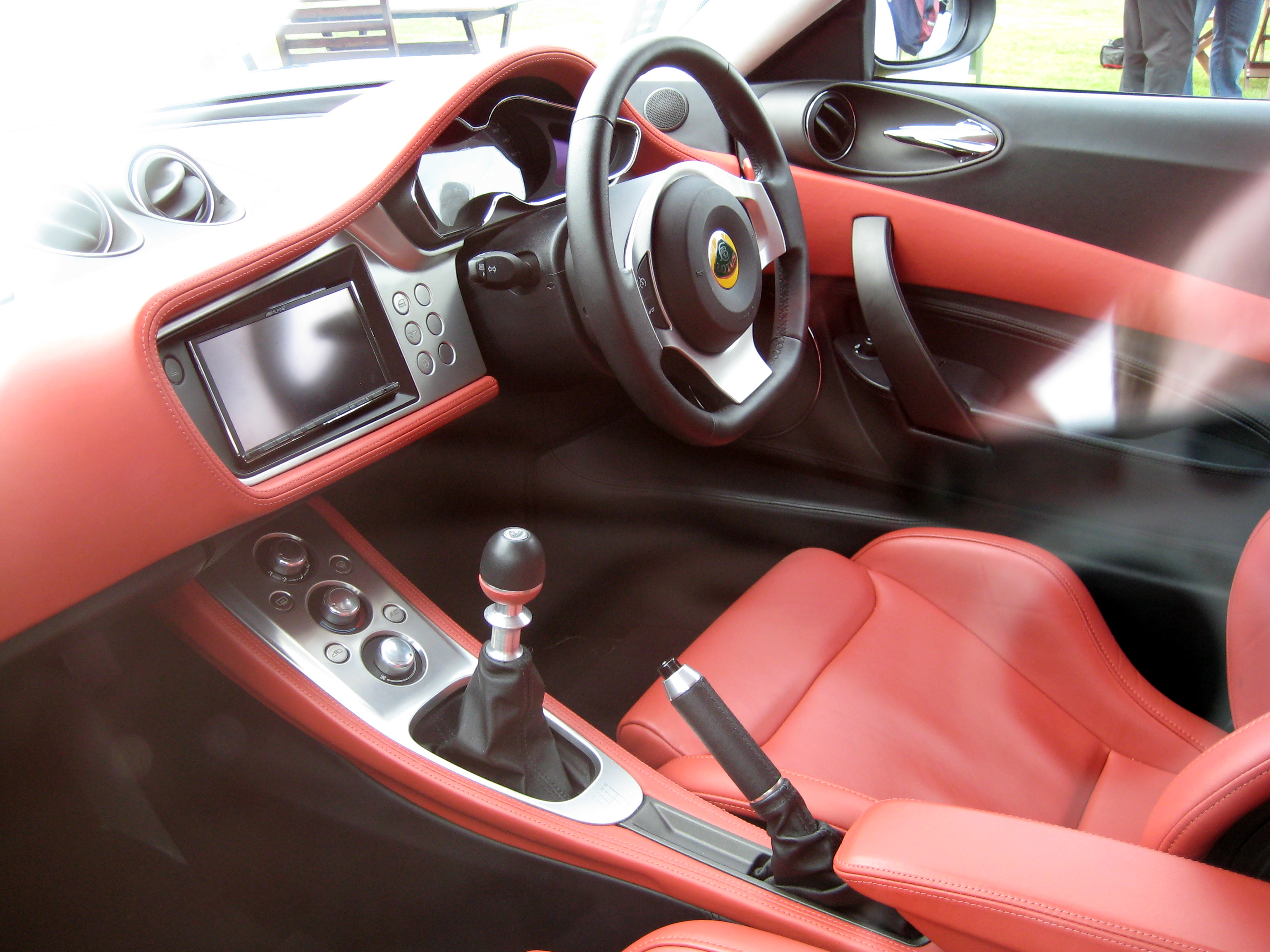
Lotus Evora

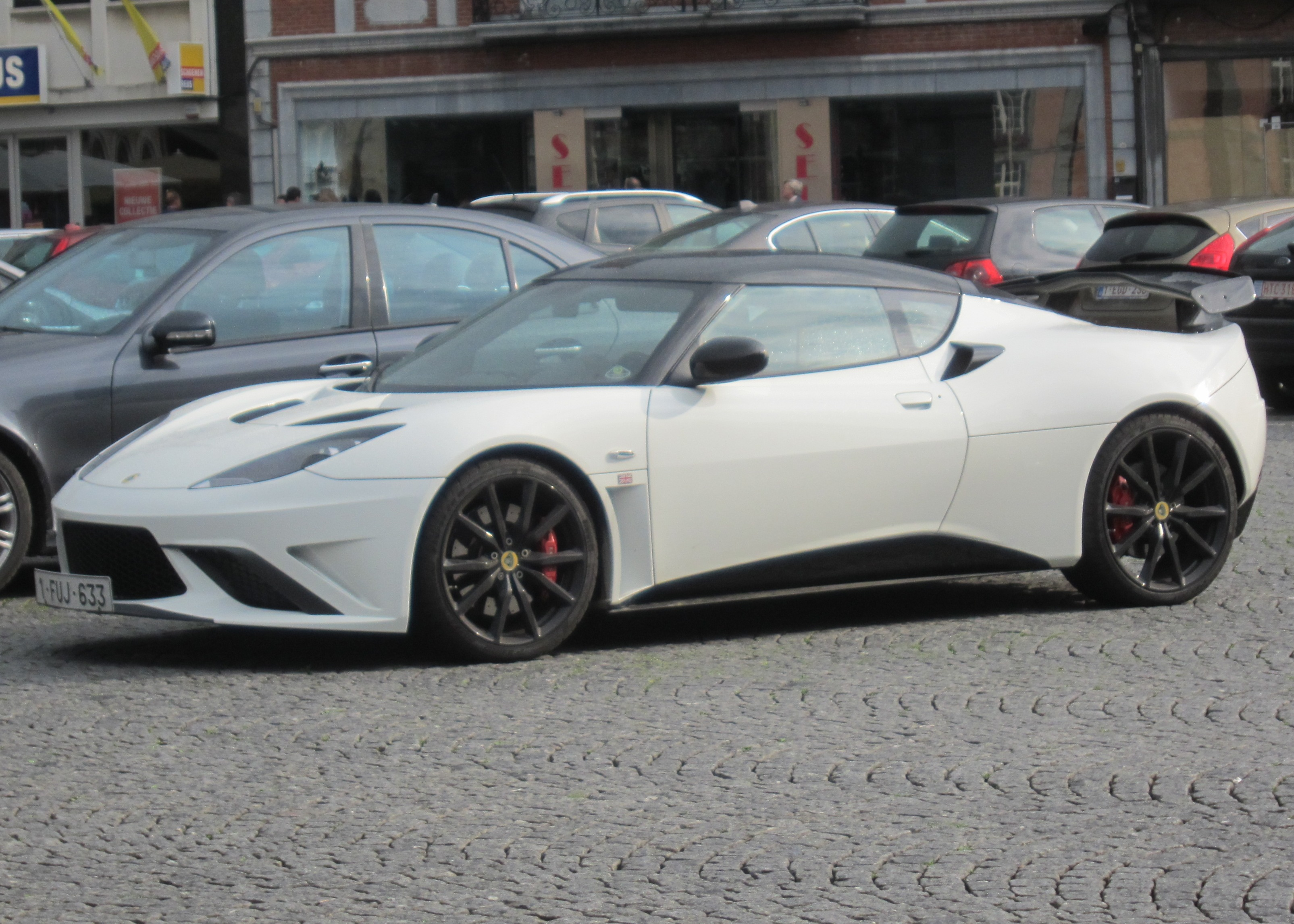
Lotus Evora S

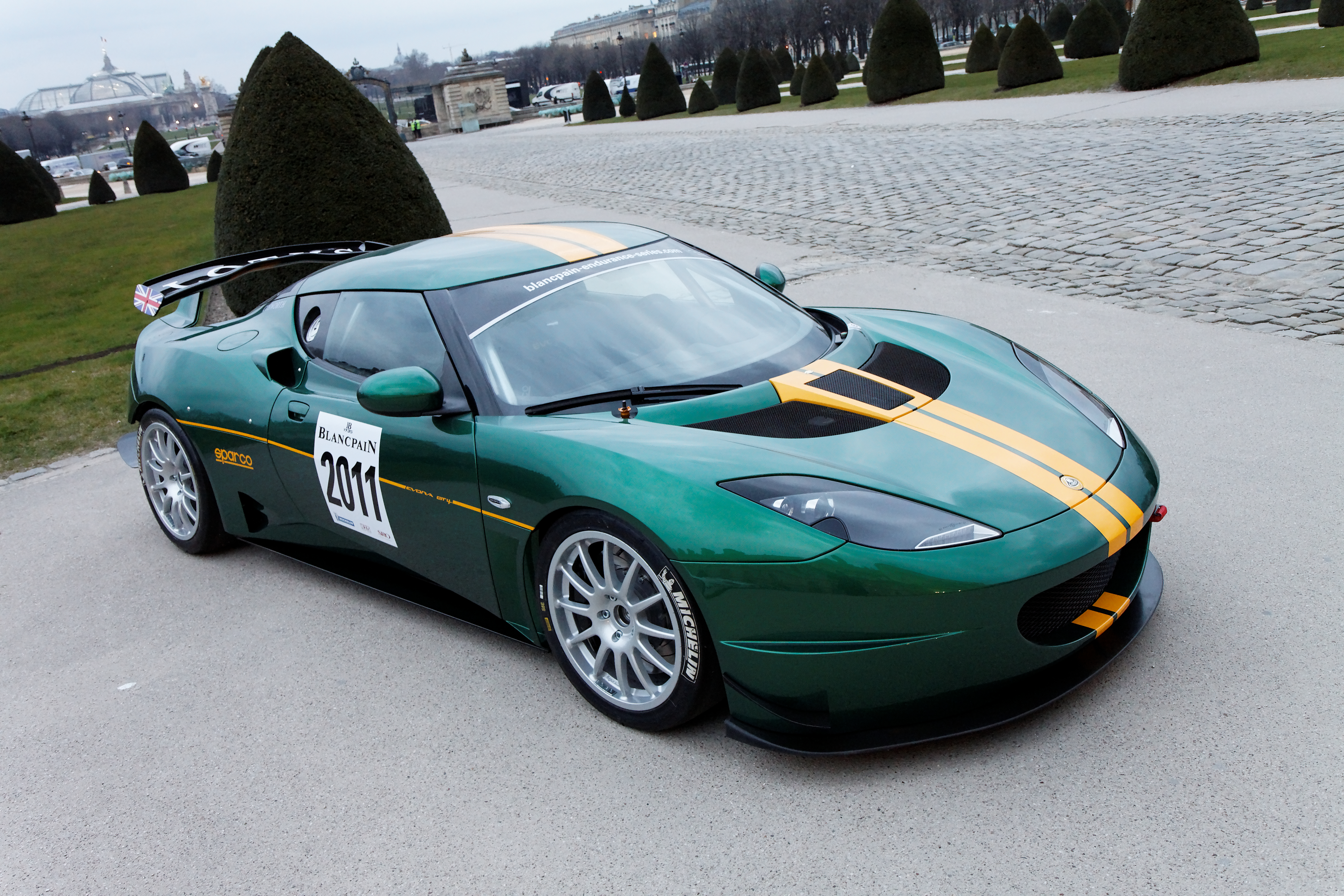
Lotus Evora GT4

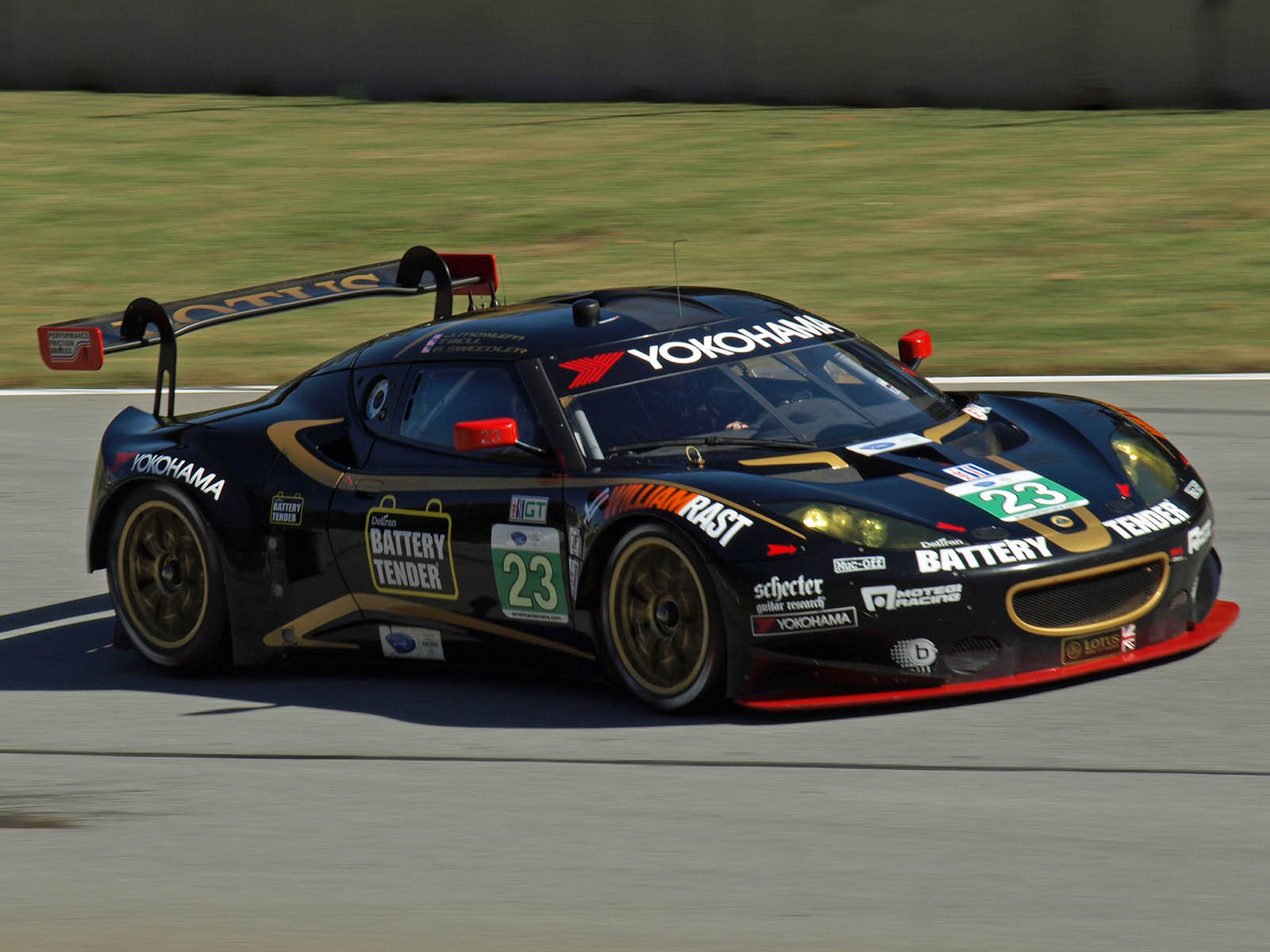
Lotus Evora GTE

Lotus Evora — це спортивне купе, розроблене на початку 2009 компанією Lotus Cars.
Базисна модель Lotus Evora має 3,5-літровий V6 24-клапанний двигун DOHC-конструкції та VVT-i-технології  від концерну Toyota, котрий видавав максимальну потужність 280 к.с. При 6-ступінчатій механічній коробці перемикань автомобіль досягав прискорення від 0 до 100 км/г за 5,1 сек. Максимальна швидкість дорівнювала 262 км/год.

## Двигуни
- 3.5 L Toyota 2GR-FE V6 280 к.с. 350 Нм
- 3.5 L Toyota 2GR-FE Supercharged V6 350-436 к.с. 400-450 Нм

## Evora S
На Паризькому автосалоні 2010 року компанія Lotus Cars представила нову модифікацію Lotus Evora S. Автомобіль оснащений двигуном 3.5 л з компресором потужністю 350 к.с. при 7000 об/хв і крутним моментом 400 Нм при 4500 об/хв. Розгін від 0 до 100 км/год 4,8 с, а максимальна швидкість — 277 км/год.

## Lotus Evora GTE
Цю модифікацію було названо найпотужнішою серійною моделлю фірми Lotus «усіх часів».
V8 двигун 470 к.с.

## Lotus Evora 414E гібрид
Модель має Plug-In гібридний привід
Два EVO електромотори видають загалом 304 кВ/418 к.с. Максимальний крутний момент 1.000 н·м. Прискорення 0-100 км/г дорівнює 4,0 сек. Максимальна швидкість дорівнює 209 км/г.

## Нагороди
12 серпня 2009 року, британський автомобільний журнал Autocar назвали Evora найкращим британським автомобілем для водія-2009.